# 蓬皮亚克
蓬皮亚克（法語：Pompiac，法語發音：[pɔ̃pjak]）是法国热尔省的一个市镇，属于欧什区。

## 地理
蓬皮亚克（43°30'47"N, 1°0'27"E）面积10.12 平方千米，位于法国奧克西塔尼大區热尔省，该省份为法国西南部内陆省份，北起顺时针与洛特-加龙省、塔恩-加龙省、上加龙省、上比利牛斯省、大西洋比利牛斯省和朗德省接壤。
与蓬皮亚克接壤的市镇（或旧市镇、城区）包括：卡佐萨韦斯、昂杜菲耶勒、萨韦斯堡、尼扎、萨马唐、塞斯萨韦斯。

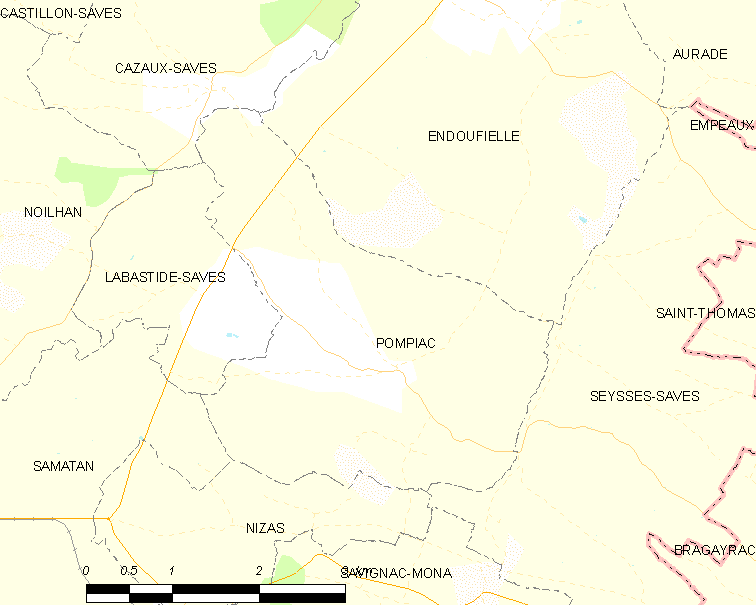
蓬皮亚克的OSM定位图

蓬皮亚克的时区为UTC+01:00、UTC+02:00（夏令时）。

## 行政
蓬皮亚克的邮政编码为32130，INSEE市镇编码为32322。

## 政治
蓬皮亚克所属的省级选区为萨沃河谷县。

## 人口

1962-2008年间蓬皮亚克人口变化图示

蓬皮亚克于2022年1月1日时的人口数量为207人。